# Erixon Danso
Erixon Danso (Amsterdam, 22 juli 1989) is een Nederlands voetballer van Arubaanse-Ghanese afkomst. Sinds 2015 is Danso international voor Aruba.

## Loopbaan
De aanvaller begon met voetballen bij amateurclubs SV Amstelland United en AFC, voordat hij in 2005 aan de jeugdopleiding van FC Omniworld werd toegevoegd. Daar werd Danso opgemerkt door de scouting van Ajax. Na een jaar keerde hij terug naar Amsterdam. Aan het begin van het seizoen 2008/09 maakte hij de overstap naar Utrecht. Hij maakte zijn debuut in het betaald voetbal op 19 april 2009, in de met 2–1 gewonnen thuiswedstrijd tegen sc Heerenveen. Na twee jaar in Spanje kwam hij in 2013 bij FC Dordrecht. Daar deed hij het goed maar werd in mei 2014 weggestuurd. Eind september van dat jaar werd hij weer teruggehaald. Eind 2014 werd zijn contract ontbonden. In januari 2015 tekende hij een contract voor zes maanden bij Safa SC uit Libanon.
Danso tekende in juni 2015 een contract van 1 juli 2015 tot en met medio 2016 bij FC Emmen. In zijn verbintenis werd een optie opgenomen voor nog een seizoen. In augustus 2016 ging Danso voor het Oekraïense Stal Kamjanske spelen. In 2017 speelde hij in de Noorse 1. divisjon voor FK Jerv. Vanaf januari 2018 speelt hij bij Sandnes Ulf. Een jaar later ging hij voor Egersunds IK spelen.

## Carrièrestatistieken
| Seizoen                       | Club                 | Land            | Competitie              | Competitie | Competitie | Beker | Beker | Internationaal | Internationaal | Overig | Overig | Totaal | Totaal |
| Seizoen                       | Club                 | Land            | Competitie              | Wed.       | Dlp.       | Wed.  | Dlp.  | Wed.           | Dlp.           | Wed.   | Dlp.   | Wed.   | Dlp.   |
| ----------------------------- | -------------------- | --------------- | ----------------------- | ---------- | ---------- | ----- | ----- | -------------- | -------------- | ------ | ------ | ------ | ------ |
| 2008/09                       | FC Utrecht           | Nederland       | Eredivisie              | 3          | 0          | 0     | 0     | 0              | 0              | 2      | 0      | 5      | 0      |
| 2009/10                       | FC Utrecht           | Nederland       | Eredivisie              | 9          | 1          | 1     | 1     | 0              | 0              | 1      | 0      | 11     | 1      |
| 2010/11                       | FC Utrecht           | Nederland       | Eredivisie              | 4          | 0          | 2     | 0     | 2              | 0              | 0      | 0      | 8      | 0      |
| 2011/12                       | Orihuela CF          | Spanje          | Segunda División B      | 3          | 1          | 0     | 0     | 0              | 0              | 0      | 0      | 3      | 1      |
| 2012/13                       | Valencia CF Mestalla | Spanje          | Segunda División B      | 14         | 1          | 0     | 0     | 0              | 0              | 0      | 0      | 14     | 1      |
| 2013/14                       | FC Dordrecht         | Nederland       | Eerste divisie          | 31         | 13         | 1     | 0     | 0              | 0              | 0      | 0      | 32     | 13     |
| 2014/15                       | FC Dordrecht         | Nederland       | Eredivisie              | 4          | 0          | 0     | 0     | 0              | 0              | 0      | 0      | 4      | 0      |
| 2014/15                       | Safa Beirut SC       | Libanon         | Lebanese Premier League | ?          | ?          | ?     | ?     | ?              | ?              | ?      | ?      | ?      | ?      |
| 2015/16                       | FC Emmen             | Nederland       | Eerste divisie          | 35         | 15         | 1     | 0     | 0              | 0              | 0      | 0      | 36     | 15     |
| 2016/17                       | FC Emmen             | Nederland       | Eerste divisie          | 2          | 0          | 0     | 0     | 0              | 0              | 0      | 0      | 2      | 0      |
| 2016/17                       | PFK Stal Kamyanske   | Oekraïne        | Premjer Liha            | 8          | 0          | 2     | 0     | 0              | 0              | 0      | 0      | 10     | 0      |
| 2016/17                       | FK Jerv              | Noorwegen       | 1. divisjon             | 25         | 2          | 4     | 0     | 0              | 0              | 0      | 0      | 29     | 2      |
| 2017/18                       | Sandnes Ulf          | Noorwegen       | 1. divisjon             | 10         | 4          | 1     | 0     | 0              | 0              | 0      | 0      | 11     | 4      |
| Carrière totaal               | Carrière totaal      | Carrière totaal | Carrière totaal         | 148        | 37         | 12    | 1     | 2              | 0              | 3      | 0      | 165    | 38     |
| Bijgewerkt tot 4 januari 2015 |                      |                 |                         |            |            |       |       |                |                |        |        |        |        |